# 2-プロペン-1-チオール
2-プロペン-1-チオールは、化学式C3H6Sの低分子アリル誘導体で、ニンニクや他のいくつかのネギ科の植物に由来する有機硫黄化合物である。アリルメルカプタンの名称でも知られている。既知のニンニク由来の有機硫黄化合物およびその代謝物の中で最も効果的なHDAC阻害剤であることが示された。

## 自然界の存在
タマネギやニンニクに含まれ、アリシンの代謝生成物として人体中にも存在する。

## 合成法
ヨウ化アリルを硫化水素カリウムと反応させることにより得られる。他の合成法も知られている

## 性質
引火性・揮発性が高い無色ないし淡黄色、淡茶色の液体で、特異な不快臭がある。水にはほとんど溶けない。嗅覚閾値は1.5ppbと、極めて強い臭気を持つ。ヒトの体内では、ヒストン脱アセチル化酵素の阻害作用を持つ。

## 用途
医薬品、農薬、染料ほか有機合成化学の重要な原料および中間体となる。

## 安全性
密閉式引火点試験での引火点は-15.56℃で、日本の消防法では危険物第4類第一石油類に該当する。本物質の蒸気は、空気と爆発性混合物を形成することがある。